# عشق تصادفی
عشق تصادفی (انگلیسی: Accidental Love) یک فیلم کمدی آمریکایی به کارگردانی دیوید او. راسل است که در سال ۲۰۱۵ منتشر شد.

## موضوع فیلم
گارسون یک شهر کوچک به صورت تصادفی سر از واشینگتن دی سی درمی‌آورد و با یک سناتور جوان آشنا می‌شود.